# Западна Нова Гвинея
Западна Нова Гвинея или Папуа е индонезийската част на остров Нова Гвинея.
Границата с Папуа Нова Гвинея е прекарана по меридиана, така че не са спазени никакви приридо- или историко-географски особености при развитието на острова. Това разделение е предначертано от колониалното минало на острова, когато западната част е била нидерландска, североизточната – германска, а югоизточната – британска. След Първата световна война двете източни са изцяло под британско владение, но западната остава нидерландска.
След обявяването на независимостта на Индонезия от Нидерландия, западната част е окупирана от индонезийските войски и е образувана провинция Ириан Джая (на индонезийски: Irian Jaya Barat). Главен град на провинцията е Маноквари (Manokwari).
На територията на Западна Нова Гвинея се намира най-високият връх на острова – връх Джая (4884 m), намиращ се в масива Маоке, явяващ се най-висока точка в Океания, и между планините Хималаи и Анди.
Днес в двете части на острова живеят папуаски народи (няколкостотин на брой), но практически шансът им за обединение е минимален.